# Herb Pieniężna
Herb Pieniężna – jeden z symboli miasta Pieniężno i gminy Pieniężno w postaci herbu.

## Wygląd i symbolika
Herb przedstawia w błękitnej tarczy herbowej skrzyżowane ze sobą srebrny miecz i złoty klucz; pomiędzy nimi znajdują się trzy srebrne worki z mąką.
Pierwotnie był to herb mówiący – worki mąki nawiązują do niemieckiej nazwy Pieniężna: „Mehlsack” (Mehl – mąka, Sack – worek). Klucz i miecz to atrybuty patronów kościoła parafialnego, odpowiednio św. Piotra i św. Pawła.

## Historia
Godło herbu znane jest z pieczęci miejskiej z XIV wieku, herb widnieje także na pochodzącej z lat 30. XVIII wieku chorągiewce umieszczonej na budynku kościoła greckokatolickiego.

## Legenda
Według legendy podczas oblężenia miasta przez Szwedów oblegający chcieli wziąć miasto głodem. By pokazać, że ich plany się nie powiodą, obrońcy Pieniężna wysypali resztę zapasów mąki wprost na wojska szwedzkie. Szwedzi sądząc, że miasto ma spore zapasy żywności, ustąpili. Jednak herb jest starszy od czasów szwedzkich najazdów, a więc również od legendy.